# 米爾德麗德 (小行星)
米爾德麗德（878 Mildred）是一顆在主小行星帶繞行太陽的小行星。它是米爾德麗德族（侍神星族的一个亚族）中序号最小的小行星，因此和它同样性质的小行星都被命名为米爾德麗德族。的子群，米爾德麗德群的小行星。米爾德麗德子群，包括(878) 米爾德麗德本身，被認為是在近期的事件中，從一顆更大的小行星分裂出來的碎片。

## 發現
米爾德麗德原本是在1916年使用威爾遜山天文台1.5米的海爾望遠鏡發現的，但是隨後就成為迷蹤小行星，只在1985年和1991年各被觀測到一次。 當初，在1916年9月6日只有兩次的觀測，所以不能精確的測定軌道，然而對該天體的興趣在稍後的9月和10月進行了更多調查和測量。

## 物理性質
通過比較小行星的可見亮度，然後計算它們的絕對星等是14.3等，如果假設反照率類似火星，則它的直徑大約在3-5公里之間。

## 命名
小行星以发现者哈罗·沙普利的女儿米爾德麗德·沙普利（Mildred Shapley）命名。

## 外部連結
- Minor Planet Center Database entry on (878) Mildred （页面存档备份，存于）
- 米爾德麗德 at the JPL Small-Body Database 
  - Close approach · Discovery · Ephemeris · Orbit diagram · Orbital elements · Physical parameters